# Spinipocregyes laosensis
Spinipocregyes laosensis är en skalbaggsart som beskrevs av Stefan von Breuning 1963. Spinipocregyes laosensis ingår i släktet Spinipocregyes och familjen långhorningar.
Artens utbredningsområde är Laos. Inga underarter finns listade i Catalogue of Life.